# Чикунова, Тамара Ивановна
Тамара Ивановна Чикунова, урождённая Петрова (1948, Ташкент — 31 марта 2021) — узбекистанская правозащитница, борец против смертной казни и пыток, основательница движения «Матери против смертной казни и пыток».
Чикунова родилась в Ташкенте и начала свою кампанию после того, как её сын Дмитрий был арестован в 1999 году и казнён в июле 2000 года. Она выступала против смертной казни, которую Узбекистан отменил в 2008 году. Она была награждена премией Colombe d’Oro и Нюрнбергской международной премией в области прав человека 2005 года.
Наконец, государство Узбекистан приняло пакт о гражданских правах ООН и отменило смертную казнь.
Позже Чикунова переехала в Италию, откуда проводила кампанию по всей Европе, в частности, против продолжающегося применения смертной казни в Белоруссии, единственном европейском государстве, где до сих пор проводятся казни.
Она умерла 31 марта 2021 года в итальянском городе Новара, где жила в общине Святого Эгидия.